# Dieter Eilts
Dieter Eilts (13 de diciembre de 1964) es un exfutbolista alemán, se desempeñaba como centrocampista y por sus habilidades el entrenador Otto Rehhagel lo apodó Alemão.

## Clubes

### Jugador
| Club          | País     | Año       |
| ------------- | -------- | --------- |
| Werder Bremen | Alemania | 1985-2002 |

### Entrenador
| Club            | País     | Año       |
| --------------- | -------- | --------- |
| Alemania Sub-21 |          | 2004-2008 |
| Hansa Rostock   | Alemania | 2008-2009 |

## Palmarés
Werder Bremen
- Bundesliga: 1987-88, 1992-93
- Copa de Alemania: 1991, 1994, 1999
- Copa de la UEFA: 1992

Selección de fútbol de Alemania
- Eurocopa 1996

- Datos: Q247242